# Melvin Konner
Melvin Joel Konner (nascido em 1946) é um antropólogo norte-americano que é Professor Samuel Candler Dobbs de Antropologia e de Neurociência e Biologia Comportamental na Emory University. Ele estudou no Brooklyn College, CUNY (1966), onde conheceu Marjorie Shostak, com quem se casou mais tarde e com quem teve três filhos.
De 1985  em diante, ele contribuiu substancialmente no desenvolvimento do conceito de uma dieta paleolítica e seu impacto na saúde, publicando junto com Stanley Boyd Eaton, e mais tarde também com sua esposa Marjorie Shostak  e com Loren Cordain.
Criado em uma família judia ortodoxa, Konner declarou que perdeu a fé aos 17 anos.